# Hedycarya dorstenioides
Hedycarya dorstenioides är en tvåhjärtbladig växtart som beskrevs av Asa Gray. Hedycarya dorstenioides ingår i släktet Hedycarya och familjen Monimiaceae. Inga underarter finns listade i Catalogue of Life.